# Eugeniusz Ignacy Augustyn
Eugeniusz Ignacy Augustyn, O.Cist. je od roku 2006 opatem cisterciáckého kláštera v polském Wąchocku.

## Život
Narodil se v Ołpinach v únoru 1954 jako Ignacy Augustyn. V roce 1979 vstoupil do kláštera Wąchock, a přijal při obláčce řeholní jméno Eugeniusz. O sedm let později jej tehdejší katovický arcibiskup Damian Zimoń vysvětil na kněze. V následujících letech působil Eugeniusz Augustyn na několika místech ve farní duchovní správě.
Roku 2006 rezignoval dosavadní wąchocký opat Eustachy Gerard Kocik a komunita zvolila Eugeniusze Augustyna na jeho místo. Opatskou benedikci přijal 27. ledna 2007.